# IC 185
IC 185 је спирална галаксија у сазвјежђу Кит која се налази на листи објеката дубоког неба у Индекс каталогу.
Деклинација објекта је - 1° 31' 40" а ректасцензија 2h 0m 6,1s. Привидна величина (магнитуда) објекта IC 185 износи 15,4 а фотографска магнитуда 16,2. IC 185 је још познат и под ознакама MCG 0-6-19, PGC 7576.